# پرابومولیح
پرابومولیح (اندونزیایی: Prabumulih) شهری در استان South Sumatra کشور Indonesia است. جمعیت این شهر بر اساس سرشماری سال ۱۹۹۰ میلادی، ۶۲٫۹۷۰ نفر و بر اساس سرشماری سال ۲۰۰۰ میلادی، ۸۸٫۶۱۴ بوده که در سال ۲۰۰۷ میلادی به ۱۰۹٫۹۹۰ نفر افزایش یافته‌است.